# Paul Schultz (Maueropfer)
Paul Schultz (* 2. Oktober 1945 in Neubrandenburg; † 25. Dezember 1963 in Berlin) war ein Todesopfer an der Berliner Mauer. Bei einem Fluchtversuch wurde er von Angehörigen der Grenztruppen der DDR in Berlin-Mitte erschossen.

## Leben
Paul Schultz wurde in Neubrandenburg geboren und wuchs dort mit zwei älteren Brüdern auf. Seinen späteren Fluchtbegleiter Hartmut D. lernte er in der Schule kennen, die er mit der Mittleren Reife abschloss. Ab September 1962 machte er eine Lehre zum Elektriker. Mit Hartmut D., der fast genau gleich alt war, entschloss er sich im Oktober 1963 auf ihrer gemeinsamen Geburtstagsfeier zur Flucht in den Westen. 
Am Morgen des ersten Weihnachtsfeiertags fuhren beide mit dem Zug nach Ost-Berlin. In der Innenstadt suchten sie bis zur Dämmerung nach einer geeigneten Stelle für ihre Flucht. An der Ecke der Melchiorstraße zum Bethaniendamm – an der Grenze von Berlin-Mitte zu Kreuzberg – beobachteten sie die umherlaufenden Grenzsoldaten. Sie kletterten über den Hinterlandzaun, durchquerten den Grenzstreifen und bestiegen die letzte Mauer zu West-Berlin. Als sie an der letzten Mauer waren, riefen zwei Grenzposten zum Halt auf und begannen auf die Flüchtenden zu schießen. Hartmut D. gelangte unverletzt über die Mauer. Paul Schultz wurde getroffen, als er auf der Mauerkrone war, und fiel auf West-Berliner-Seite von der Mauer. Er wurde in das Bethanien-Krankenhaus am nahegelegenen Mariannenplatz gebracht, wo er an einem Lungendurchschuss verstarb.
Der Tod von Paul Schultz löste unterschiedliche Reaktionen aus. Während die Schützen von der Führung der DDR belobigt wurden, kam es am Mariannenplatz zu mehrtägigen Protesten. In den Weihnachtstagen 1963 gab es mit dem Passierscheinabkommen die erste Möglichkeit für West-Berliner, ihre Verwandten in Ost-Berlin zu besuchen. Die Geschehnisse warfen in West-Berlin die Frage auf, ob man überhaupt in Verhandlungen mit dem DDR-Regime treten könne. Erich Mende, damals Vizekanzler, kritisierte die Schüsse. 
In einem Mauerschützenprozess vor dem Berliner Landgericht 1995 wurde einer der Posten zu einer Bewährungsstrafe von 18 Monaten wegen gemeinschaftlichem Totschlags verurteilt. Der zweite Posten war schon verstorben.